# Маткечик
Маткечик (хак. Мағат кичиг - «Хорошая переправа») — аал в Бейском районе Хакасии.
Находится в 42 км к западу от райцентра — села Бея и в 28 км от железнодорожной станции Аскиз.
Численность населения — 246 человек (01.01.2004), в основном хакасы.
Точного толкования названия аала нет. По одной версии — это имя человека, который занимался перевозом через р. Абакан, по другой — буквально «ускорение перевоза через р. Абакан».
Обнаружены средневековые поселения на месте аала.
В переводе "Маткечик" означает "Хороший брод" или "Хорошая переправа". Так как моста в средневековье не было, стада коров, табуны коней перегоняли чуть ниже от места расположения аала.

## Население
| 2002 | 2010 |
| ---- | ---- |
| 356  | ↘246 |